# TAS2R1
TAS2R1 (англ. Taste 2 receptor member 1) – білок, який кодується однойменним геном, розташованим у людей на короткому плечі 5-ї хромосоми. Довжина поліпептидного ланцюга білка становить 299 амінокислот, а молекулярна маса — 34 333.
| 10         |  | 20         |  | 30         |  | 40         |  | 50         |
| ---------- |  | ---------- |  | ---------- |  | ---------- |  | ---------- |
| MLESHLIIYF |  | LLAVIQFLLG |  | IFTNGIIVVV |  | NGIDLIKHRK |  | MAPLDLLLSC |
| LAVSRIFLQL |  | FIFYVNVIVI |  | FFIEFIMCSA |  | NCAILLFINE |  | LELWLATWLG |
| VFYCAKVASV |  | RHPLFIWLKM |  | RISKLVPWMI |  | LGSLLYVSMI |  | CVFHSKYAGF |
| MVPYFLRKFF |  | SQNATIQKED |  | TLAIQIFSFV |  | AEFSVPLLIF |  | LFAVLLLIFS |
| LGRHTRQMRN |  | TVAGSRVPGR |  | GAPISALLSI |  | LSFLILYFSH |  | CMIKVFLSSL |
| KFHIRRFIFL |  | FFILVIGIYP |  | SGHSLILILG |  | NPKLKQNAKK |  | FLLHSKCCQ  |

A: Аланін

C: Цистеїн

D: Аспарагінова кислота

E: Глутамінова кислота

F: Фенілаланін

G: Гліцин

H: Гістидин

I: Ізолейцин

K: Лізин

L: Лейцин

M: Метіонін

N: Аспарагін

P: Пролін

Q: Глутамін

R: Аргінін

S: Серин

T: Треонін

V: Валін

W: Триптофан

Кодований геном білок за функціями належить до рецепторів, g-білокспряжених рецепторів, білків внутрішньоклітинного сигналінгу. 
Задіяний у такому біологічному процесі, як поліморфізм. 
Локалізований у мембрані.